# Rodrigo Valdez
Rodrigo «Rocky» Valdez (Cartagena de Indias, 22 de febrero de 1946-Cartagena de Indias, 14 de marzo de 2017) fue un boxeador colombiano, dos veces campeón mundial de los pesos medianos. Fue célebre su rivalidad con Carlos Monzón. Valdez fue entrenado por el famoso Gil Clancy.

## Carrera profesional
Nacido en el departamento de Bolívar, Colombia, Rodrigo Valdez comenzó su carrera con una victoria sobre Orlando Pineda por decisión en un combate a 4 asaltos el 25 de octubre de 1963 en Cartagena. Posteriormente ganó los ocho siguientes combates y el 2 de octubre de 1965 perdió por nocaut en un combate contra Rudy Escobar.
Después de la derrota, mantuvo un historial de 13 victorias y dos empates en quince peleas. Sin embargo, en su primer combate internacional el 16 de febrero de 1969 en Ecuador, perdió por decisión contra Daniel Guanin. Pasada esta derrota se trasladó a los Estados Unidos y entre 1969 y 1970 se presentó en rings de Nueva York, Nevada y California, llegando a ganar siete peleas y empatando dos. 

### Hepatitis
En su siguiente encuentro, que tenía lugar en el Madison Square Garden de Nueva York contra Bobby Cassidy el 9 de agosto de 1971, Valdez ganó por nocaut en el sexto asalto cuando el médico decidió que Cassidy no podía continuar debido a un corte alrededor del ojo producido por un golpe de Valdez. En ese momento nadie sabía que Cassidy tenía hepatitis A. A consecuencia de esto, Valdez contrajo la enfermedad y entró en cuarentena durante la cual no dejó de entrenar, lo que le permitió ganar dos peleas más, tres meses después de haber sido diagnosticado de la enfermedad.
Valdez tuvo victorias consecutivas hasta llegar al encuentro con Bennie Briscoe por el título de los pesos medianos de la Federación Norteamericana de Boxeo en Numea, Nueva Caledonia, el 1 de septiembre de 1973. Ganó a Briscoe por decisión en un combate a 12 asaltos lo que le permitió convertirse en aspirante al título mundial en manos de Carlos Monzón.

## Título mundial
Valdez ganó dos encuentros antes que el Consejo Mundial de Boxeo le pusiera como contrincante de Monzón quien no aceptó el combate lo que le llevó a perder el título, aunque retuvo el de la Asociación Mundial de Boxeo. Valdez y Briscoe se encontraron de nuevo para luchar por el título mundial de los pesos medianos del Consejo Mundial de Boxeo el 25 de mayo de 1974 en Montecarlo, el cual ganó Valdez por nocaut en el séptimo asalto. Posteriormente defendió el título ante Rudy Valdez, Ramón Méndez, Gratien Tonna y Max Cohen hasta que Monzón finalmente aceptó pelear contra él.

### Monzón vs Valdez
Una semana antes del encuentro, el 19 de junio de 1976, el hermano de Valdez fue asesinado durante una pelea en un bar en Colombia. Valdez que ya se encontraba en Montecarlo intentó retirarse de la pelea para regresar a su país y acompañar a su familia pero estaba obligado contractualmente a pelear con Monzón, así que permaneció en Europa y el 26 de junio, Valdez perdió la unificación del título por decisión unánime en un combate a 15 asaltos. Posteriormente Valdez ganó dos encuentros antes de volver a Colombia.

### Monzón vs Valdez II
La Asociación y el Consejo consideraron hacer una segunda pelea entre Valdez y Monzón, la cual se llevó a cabo el 30 de julio de 1977, de nuevo en Montecarlo. En esta ocasión Valdez llevó a la lona a Monzón en el segundo asalto, convirtiéndose en el primer hombre capaz de mandar al argentino al suelo siendo campeón mundial y por cuarta vez en toda su carrera (Felipe Cambeiro ya lo había derribado tres veces en 1964). Valdez aventajaba después de siete asaltos, pero Monzón se sobrepuso y logró mantener el título por decisión.
Monzón anunció su retiro del boxeo poco después, lo que llevó a que el título quedara vacante. El 5 de noviembre de 1977 Valdez y Briscoe se encontraron nuevamente luchando por el título mundial de los pesos medianos en Campione d'Italia. Valdez recuperó el título por decisión en 15 asaltos. En su primera defensa el 22 de abril de 1978 lo perdió contra el argentino Hugo Corro en San Remo, Italia. 
El 11 de noviembre de se mismo año se reencontraron en el estadio Luna Park de Buenos Aires en donde Corro repitió su victoria a quince asaltos reteniendo el título.

## Retiro
Valdez tuvo dos peleas más, las cuales ganó y se retiró después de vencer a Gilberto Amonte el 28 de noviembre de 1980 en el primer asalto.
Valdez tiene un historial de 63 victorias (42 de ellas por nocaut), 8 derrotas y dos empates. Fue clasificado en el puesto 29 del ranking de Ring Magazine de los 100 mayores pegadores de todos los tiempos.
| Predecesor: Carlos Monzón | Campeón Mundial Peso Mediano de la CMB 25 de mayo de 1974-26 de junio de 1976    | Sucesor: Carlos Monzón     |
| Predecesor: Carlos Monzón | Campeón Mundial Peso Mediano CMB 5 de noviembre de 1977-22 de abril de 1978      | Sucesor: Hugo Pastor Corro |
| Predecesor: Carlos Monzón | Campeón Mundial Peso Mediano AMB 5 de noviembre de 1977-22 de abril de 1978      | Sucesor: Hugo Pastor Corro |
| Predecesor: Carlos Monzón | Campeón Mundial Peso Mediano The Ring 5 de noviembre de 1977-22 de abril de 1978 | Sucesor: Hugo Pastor Corro |